# Île Bartolomé (Chili)
Pour les articles homonymes, voir Bartolomé et île Bartolomé.
L'île Bartolomé, en espagnol : Isla Bartolomé, est une île sub-antarctique inhabitée. D'une superficie de 93 ha et avec une altitude maximale de 190 m est la principale île de l'archipel Diego Ramírez, situé dans le passage de Drake entre l'Amérique du Sud et l'Antarctique. Elle a été nommée d'après Bartolomé García de Nodal, l'un des deux chefs de l'expédition Garcia de Nodal qui visite l'archipel en 1619. 

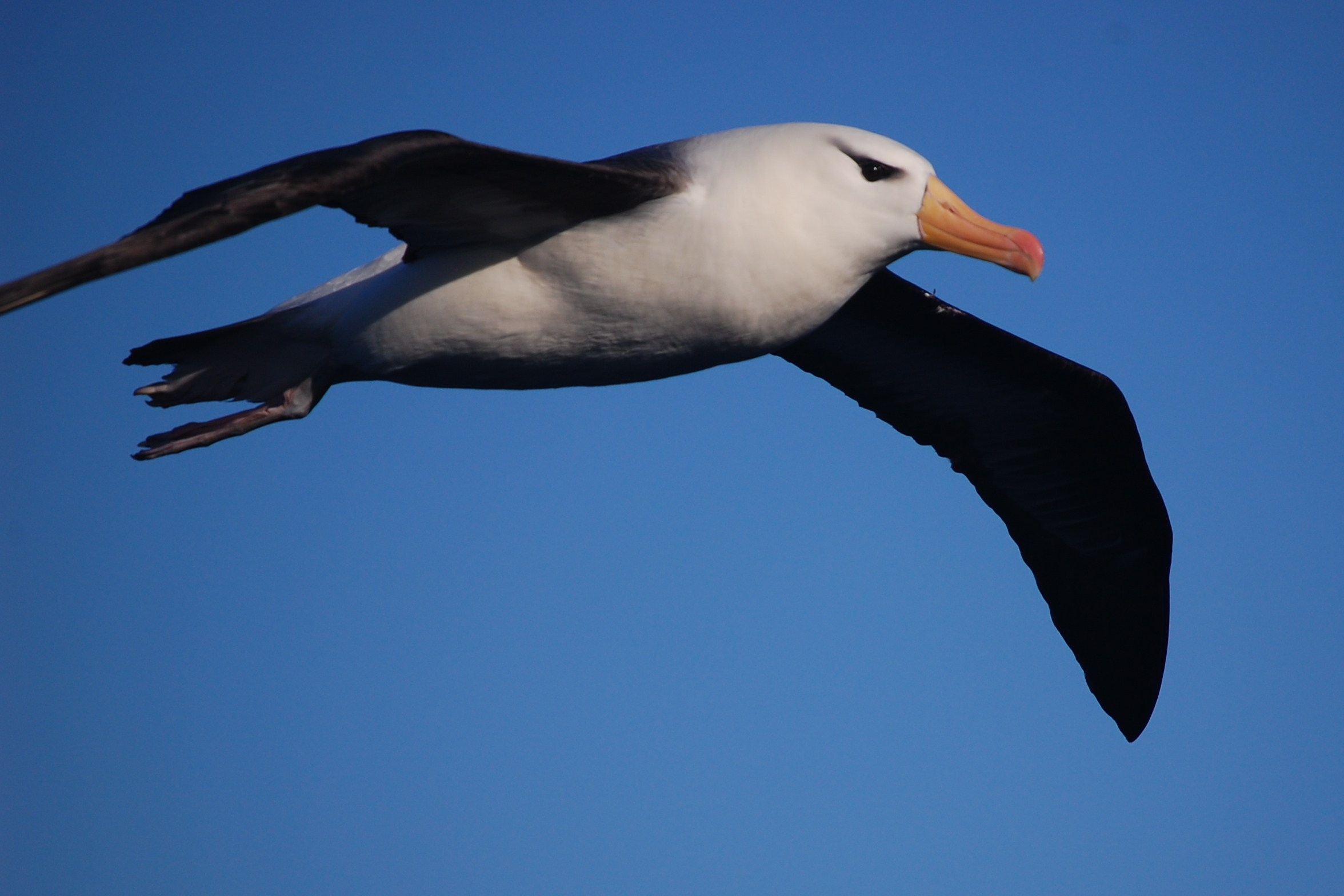
L'île est un site important pour la reproduction des albatros à sourcils noirs

L'île est un site important pour la reproduction des Albatros à sourcils noirs (plus de 35 000 couples ont été recensés) et des albatros à tête grise (plus de 9 000 couples), ainsi que des pétrels géants,.